# Anthocoris nemorum
Espèce
La punaise des peupliers (Anthocoris nemorum) est une espèce de petits insectes hémiptères, du sous-ordre des hétéroptères (punaises) de la famille des Anthocoridae.
Long de 4 à 5 mm, c'est un prédateur d'acariens, pucerons et thrips qui est commercialisé à cet effet.